# Massimiliano Rossi
Massimiliano Rossi (* 1970 in Neapel) ist ein italienischer Schauspieler.

## Leben
Rossi wurde 1970 in Neapel geboren. Sein erstes Werk war der Kurzfilm Modi esterni, für den er das Drehbuch schrieb und auch als Regisseur tätig war. Danach wechselte er vor die Kamera und spielte 1999 im Kurzfilm Cecilia mit. In den nächsten Jahren konnte er sich durch weitere Spiel- und Kurzfilme als Schauspieler etablieren. 2014 stellte er in neun Episoden der Fernsehserie Gomorrha die Rolle des Zecchinetta dar. 2020 verkörperte er im Film Du hast das Leben vor dir die Rolle des Ruspa. Im selben Jahr wirkte er in sechs Episoden der Fernsehserie Romulus als Spurius mit. Im Folgejahr war er in zwei Episoden der Fernsehserie Generation 56k als Aurelio Visdomini zu sehen. Er mimte 2022 die Rolle des Scajone in Zwei wie Pech und Schwefel. 2023 war er unter anderen in der Fernsehserie Il Commissario Ricciardi als Duke Carlo Marangolo und im Film Der Kommandant – Entscheidung im Atlantik als Vittorio Marcon zu sehen.

## Filmografie (Auswahl)

### Schauspiel
- 1999: Cecilia (Kurzfilm)
- 2001: Cecilia
- 2002: Un giudice di rispetto
- 2004: Il resto di niente
- 2004: L'elefante Rosa (Kurzfilm)
- 2006: Fuoco su di me
- 2007: Angeli Dark (Kurzfilm)
- 2008: A Piece of Steak (Kurzfilm)
- 2009: Giallo?
- 2011: Mozzarella Stories
- 2012: Colline come elefanti bianchi (Kurzfilm)
- 2014: Gomorrha (Fernsehserie, 9 Episoden)
- 2014: Mafia-Millionäre (Milionari)
- 2014: Tre tocchi
- 2014: L'evento
- 2016: Unzertrennlich (Indivisibili)
- 2016: Something New (Qualcosa di nuovo)
- 2016: Superménn (Kurzfilm)
- 2016: Pastura (Kurzfilm)
- 2017: Falchi
- 2017: La condanna dell'essere (Kurzfilm)
- 2017: Lypso (Kurzfilm)
- 2018: San Valentino Stories
- 2018: Il vizio della speranza
- 2019: The First King – Romulus & Remus (Il primo re)
- 2019: Fosca (Kurzfilm)
- 2019: Mai per sempre
- 2019: A Tor Bella Monaca non piove mai
- 2019: Menage (Kurzfilm)
- 2019: L'eredità (Kurzfilm)
- 2020: Lui è mio padre
- 2020: Il cattivo poeta
- 2020: Du hast das Leben vor dir (La vita davanti a sé)
- 2020: Romulus (Fernsehserie, 6 Episoden)
- 2020: Natale in casa Cupiello
- 2020: Fame (Kurzfilm)
- 2021: Psychedelic
- 2021: Generation 56k (Generazione 56k, Fernsehserie, 2 Episoden)
- 2021: Il giudizio
- 2021: L'ispettore Coliandro – Mortal Club (Fernsehserie, Episode 8x01)
- 2022: Zwei wie Pech und Schwefel (Altrimenti ci arrabbiamo)
- 2022: Tutto per mio figlio (Fernsehfilm)
- 2022: Free Town (Kurzfilm)
- 2022: Come prima
- 2023: Il Commissario Ricciardi (Fernsehserie, 3 Episoden)
- 2023: Der Kommandant – Entscheidung im Atlantik (Comandante)
- 2023: Diabolik ist nicht zu fassen (Diabolik chi sei?)

### Filmschaffender
- 1998: Modi esterni (Kurzfilm; Drehbuch und Regie)